# Pêni
Péni (português europeu) ou pêni (português brasileiro) (em inglês: Penny), tradicionalmente traduzida para dinheiro, é a moeda de um centavo em vários países. O plural desta palavra é pênis/pénis, porém no inglês apresenta as variantes pence (quando aplicado ao conceito não palpável de moeda: a unidade monetária em vigor) ou pennies (quando aplicado à moeda física: o objeto metálico e palpável).

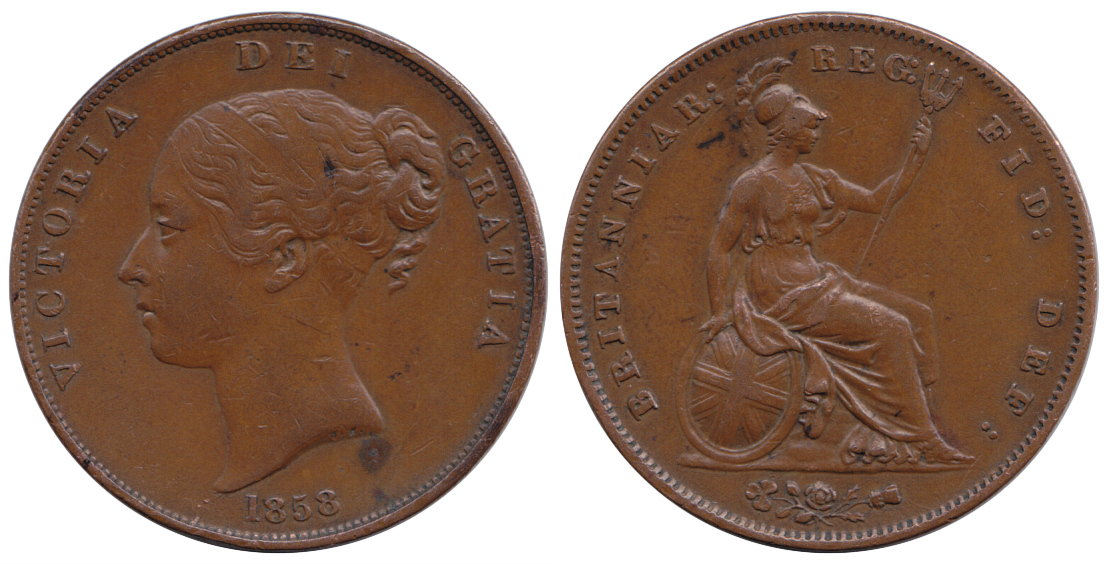
Penny 1858, Reino Unido, Rainha Vitória

Nos Estados Unidos, que usa o dólar norte-americano, é a menor fração monetária. No Reino Unido, que passou a adotar e começou a utilização da libra esterlina com sistema decimal de divisões da moeda, pêni também é a moeda de um centavo.[carece de fontes?]